# Kuschelina fallax
Kuschelina fallax är en skalbaggsart som först beskrevs av F. E. Melsheimer 1847.  Kuschelina fallax ingår i släktet Kuschelina och familjen bladbaggar. Inga underarter finns listade i Catalogue of Life.